# مارتن روني
مارتن روني (بالإنجليزية: Martyn Rooney) مواليد 3 أبريل 1987، هو عداء بريطاني متخصص في 400 متر. مثل بلاده في الأولمبياد. سبق أن فاز بالميدالية الذهبية في بطولة أوروبا لألعاب القوى.

## الميداليات
| الميدالية | المسابقة                                |
| --------- | --------------------------------------- |
| فضية      | بطولة العالم لألعاب القوى 2009          |
| برونزية   | بطولة العالم لألعاب القوى 2015          |
| ذهبية     | بطولة أوروبا لألعاب القوى 2014          |
| ذهبية     | بطولة أوروبا لألعاب القوى 2014          |
| فضية      | بطولة أوروبا لألعاب القوى 2010          |
| برونزية   | بطولة أوروبا لألعاب القوى 2010          |
| برونزية   | بطولة العالم للناشئين لألعاب القوى 2006 |
| برونزية   | بطولة العالم للناشئين لألعاب القوى 2006 |
| ذهبية     | بطولة أوروبا لألعاب القوى للناشئين 2005 |
| فضية      | بطولة أوروبا لألعاب القوى للناشئين 2005 |

## روابط خارجية
- مارتن روني على موقع الاتحاد الدولي لألعاب القوى (الإنجليزية)
- مارتن روني على موقع الدوري الماسي (الإنجليزية)
- مارتن روني على موقع اللجنة الأولمبية الدولية (الإنجليزية)
- مارتن روني على موقع أوليمبيديا (الإنجليزية)
- مارتن روني على موقع اللجنة الأولمبية البريطانية (الإنجليزية)
- مارتن روني على موقع اتحاد ألعاب الكومنولث (مؤرشف) (الإنجليزية)
- مارتن روني على موقع اتحاد ألعاب الكومنولث (مؤرشف) (الإنجليزية)